# 玻利維亞 (伊利諾伊州)
玻利維亞（英語：Bolivia）是位於美國伊利諾伊州克里斯蒂安縣的一個非建制地區。該地的面積和人口皆未知。

## 地理
玻利維亞的座標為39°44′32″N 89°20′49″W / 39.74222°N 89.34694°W，而該地的平均海拔高度為185米（即607英尺）。